# Otto Geist

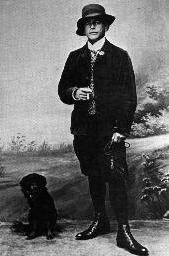
Otto Geist als 16-Jähriger (1905)

Frank Otto Wilhelm (William) Geist (* 27. Dezember 1888 in Kircheiselfing; † 2. August 1963 in München) war ein deutschstämmiger US-amerikanischer Archäologe und Paläontologe.

## Leben

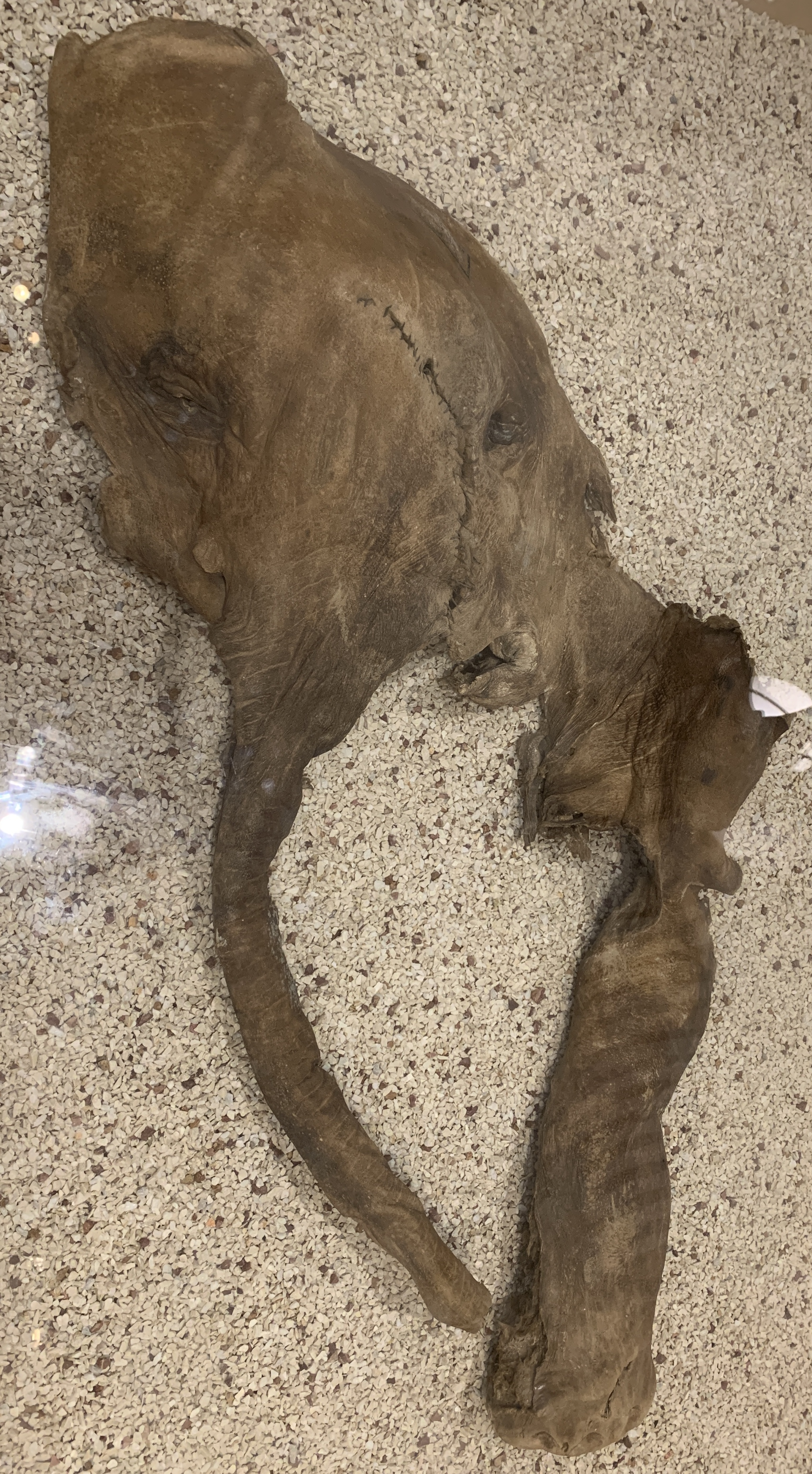
Mammutbaby „Effie“ im American Museum of Natural History

Otto Geist war das elfte von fünfzehn Kindern des Lehrers Franz Anton Geist und dessen Ehefrau Mathilde. Der vielseitig interessierte Vater betätigte sich auch als Heimat- und Altertumsforscher. Otto wurde im Alter von neun Jahren in die Familie seiner Schwester Mathilde und seines Schwagers Josef Maier in Schwabniederhofen gegeben. Er besuchte die Klosterschule Martinsbühel bei Innsbruck, wo er auch im Schlossergewerbe ausgebildet wurde. Wie sein Vater entwickelte er hier ein Interesse für antike Funde. Nach seiner Lehre als Kunstschlosser im niederbayerischen Mallersdorf arbeitete er als Fahrer und Mechaniker für ein Busunternehmen. Anschließend leistete er seinen Wehrdiensts in Augsburg. 1910 wanderte Otto Geist in die Vereinigten Staaten aus, wo bereits drei seiner Brüder lebten.
Er arbeitete drei Jahre als Landarbeiter in Kansas und danach als Mechaniker in Kansas City. Schließlich wurde er Chauffeur und Gärtner bei Joy Sterling Morton (1855–1934), dem Präsidenten der Morton Salt Company. 1916 nahm er als Fahrer an der von General John J. Pershing befehligten US-amerikanischen Strafexpedition nach Mexiko teil. Als die Vereinigten Staaten am 6. April 1917 in den Ersten Weltkrieg eintraten, diente Geist in Frankreich erneut als Lastwagenfahrer und war nach Kriegsende Chauffeur der amerikanischen Kommission für die Friedensverhandlungen. Nach seiner Entlassung im Jahr 1920 gründete er in Kansas City seine eigene Spedition, musste aber bald aufgeben. 1923 reiste er zu seinem Bruder Josef, der in einem Marmorsteinbruch bei Tokeen auf Prince of Wales Island in Alaska arbeitete. Gemeinsam beteiligten sich die Brüder am Bau der Alaska Railroad. 1924 fuhr er als 2. Maschinist auf dem Raddampfer Teddy H. und lernte die Naturforscher Margaret (1902–2003) und Olaus Murie (1889–1963) kennen, mit denen ihn eine lebenslange Freundschaft verbinden sollte. 1925 fand er seine ersten Artefakte der Eskimo. Auf Anraten der Muries zeigte er dem Präsidenten des Alaska Agricultural College and School of Mines, Charles Bunnell (1878–1956), seine Funde und belegte einige Kurse. 1926 reiste er nach Norden und besuchte alte Siedlungs- und Bestattungsplätze der Eskimo. Seine Funde waren so beeindruckend, dass Bunnell ihm in den folgenden Jahren Aufträge für weitere Expeditionen erteilte. In den Jahren 1927 bis 1933 führte Geist Ausgrabungen auf der Sankt-Lorenz-Insel aus, wo die Eskimo ihm den Namen Aghvook („Wal“) gaben. 1934 arbeitete er auf den Punuk Islands. In den darauffolgenden Jahren konzentrierte sich Geist auf die Feldarbeit in der Wirbeltierpaläontologie, beschäftigte sich aber weiterhin mit Archäologie. Er sammelte zahlreiche zoologische und botanische Fossilien, von denen er im Rahmen einer Vereinbarung mit den Frick Laboratories des American Museum of Natural History jedes Jahr mehrere Tonnen zur Klassifizierung und Untersuchung an die Museumszentrale in New York schickte. 1948 gelang ihm in der Nähe von Fairbanks der erste Fund eines gefrorenen Wollhaarmammutkadavers in Alaska. Vom Mammutbaby „Effie“ waren der Kopf und ein Bein erhalten.
Im Zweiten Weltkrieg diente er bei der Alaska Territorial Guard im Rang eines Majors. 1956 besuchte Otto Geist erstmals nach 1910 Deutschland. Auf einer weiteren Reise starb er 1963 in München.
Obwohl er keinen akademischen Abschluss besaß, gilt Otto Geist als Begründer der archäologischen Arbeit auf der Sankt-Lorenz-Insel. Das Museum of the North der University of Alaska Fairbanks verdankt ihm eine der größten archäologischen Eskimo-Sammlungen der Welt.

## Ehrungen

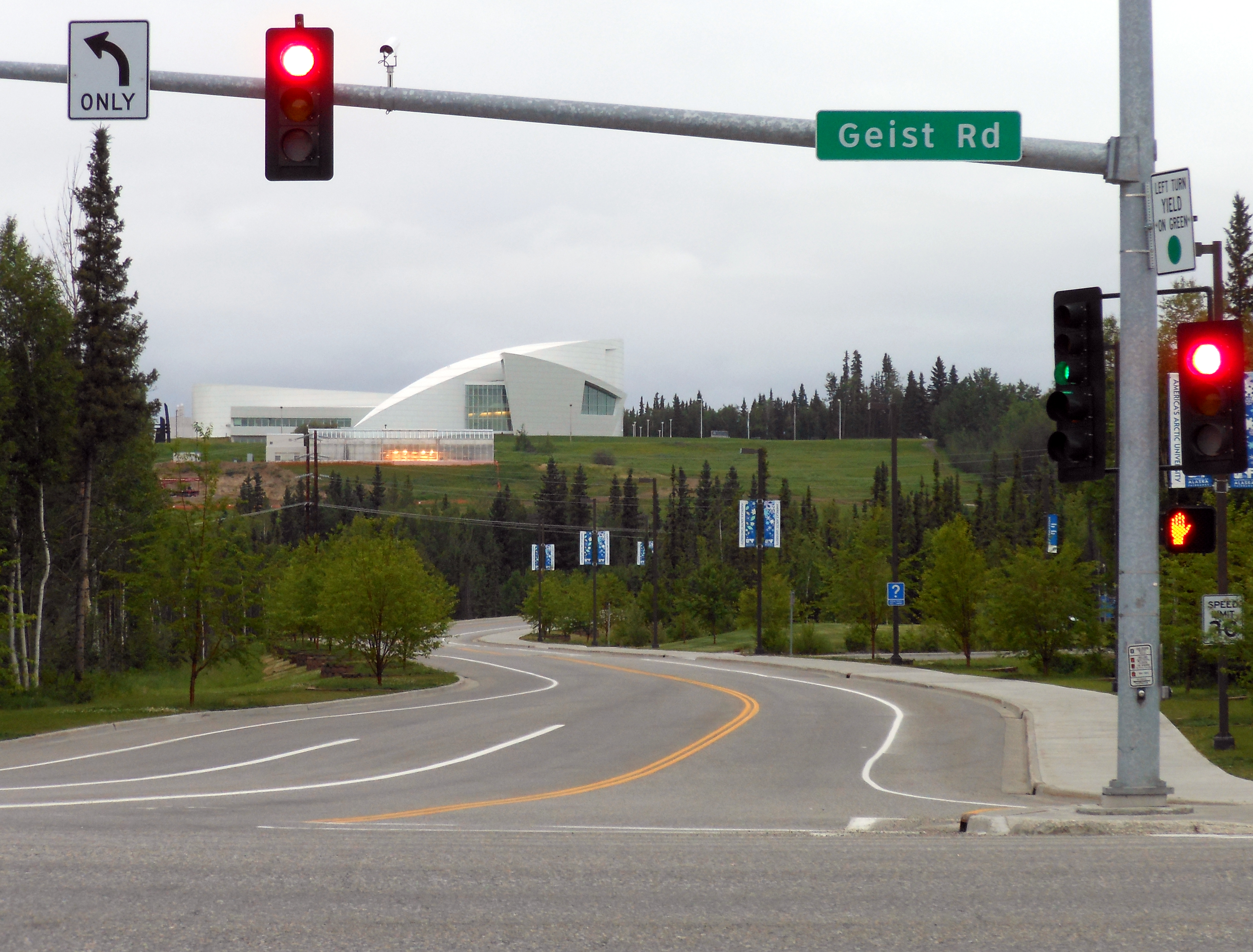
Geist Road und Otto W. Geist Building in Fairbanks

Die University of Alaska verlieh Otto Geist 1957 die Ehrendoktorwürde. Mehrere Gebäude, in denen das Museum of the North nacheinander untergebracht war, waren jeweils nach Otto Geist benannt. Auch eine Straße in Fairbanks und der 3267 Meter hohe Mount Geist in der Alaska Range tragen seinen Namen.
In seiner Heimatgemeinde Eiselfing, die Otto Geist mit der Ehrenbürgerschaft auszeichnete, ist ebenfalls eine Straße nach ihm benannt.
Zu Ehren Otto Geists wird eine ausgestorbene Bisonart Platycerobison geisti genannt.

## Publikationen (Auswahl)
- Habits of the Ground Squirrel Citellus lyratus on St. Lawrence Island, Alaska. In: Journal of Mammalogy. Band 14, Nr. 4, 1933, S. 306–308. doi:10.2307/1373946
- Brown Bear Seen on St. Lawrence Island, Alaska. In: Journal of Mammalogy. Band 15, Nr. 4, 1934, S. 316–317. doi:10.1093/jmammal/15.4.316-b
- First Flight to St. Lawrence Island, Alaska. In: The Geographical Review. Band 25, Nr. 3, 1935, S. 488–489.
- St Lawrence Island Expedition, 1931–32. Report of Alaska Agricultural College and School of Mines, 1932.
- St Lawrence Island Expedition. Report of Alaska Agricultural College and School of Mines, 1933.
- mit Froelich G. Rainey: Archaeological Excavations at Kukulik, St. Lawrence Island, Alaska (= University of Alaska, Miscellaneous Publications. Band 2). Washington 1936 (Digitalisat).
- Collecting Pleistocene Fossils in Alaska. In: Proceedings of the Second Alaskan Science Conference, 1954, S. 171–172.